# Calyptraster vitreus
Calyptraster vitreus är en sjöstjärneart som beskrevs av Bernasconi 1972. Calyptraster vitreus ingår i släktet Calyptraster och familjen knubbsjöstjärnor. Inga underarter finns listade i Catalogue of Life.